# Karine Perraut
Karine Perraut est une astronome à l'Institut de planétologie et d'astrophysique de Grenoble et directrice de recherche française à l'Université Grenoble-Alpes.
Elle reçoit la médaille d'argent du CNRS en 2024.

## Biographie
Karine Perraut soutient sa thèse en 1996 à l'Université Aix-Marseille-III sous la direction de Farrokh Vakili sur la polarisation de l'interférométrie stellaire. 
Dans les années 2000, elle participe au développement de l'Astronomical Multi Beam Recombiner (AMBER), un instrument interférométrique utilisé au Très Grand Télescope (VLT) de l'Observatoire du Cerro Paranal. 
Dans les années 2010, elle fait partie de l'équipe qui contribue à développer l'instrument GRAVITY du VLT qui étudie notamment le centre galactique. Cet instrument est utilisé pour suivre la position de l'étoile S2, qui est la plus proche connue du trou noir supermassif Sagittarius A*, mettant ainsi en évidence des effets de la relativité générale prédite par Albert Einstein,. 
Elle est membre de l'Union astronomique internationale. 

## Récompenses et distinctions
- 2024 : médaille d'argent du CNRS[7].